# ألبرتا ماين
ألبرتا ماين هي ممثلة كندية، ولدت في 10 نوفمبر 1980 في كالغاري في كندا.

## وصلات خارجية
- ألبرتا ماين على موقع IMDb (الإنجليزية)
- ألبرتا ماين على موقع قاعدة بيانات الفيلم (الإنجليزية)